# ادواردو براک
ادواردو براک (انگلیسی: Eduardo Brock؛ زادهٔ ۶ مهٔ ۱۹۹۱) بازیکن فوتبال اهل برزیل است.
از باشگاه‌هایی که در آن بازی کرده‌است می‌توان به باشگاه فوتبال گرمیو اشاره کرد.